# Psephellus brevifimbriatus
Psephellus brevifimbriatus là một loài thực vật có hoa trong họ Cúc. Loài này được (Hub.-Mor.) Wagenitz mô tả khoa học đầu tiên năm 2000.